# Kersbach (Forchheim)
Kersbach ist ein Gemeindeteil der Großen Kreisstadt Forchheim im Landkreis Forchheim (Oberfranken, Bayern).

## Geographie

Panoramabild Kersbach

Die Ortsmitte des Pfarrdorfes Kersbach liegt vier Kilometer südlich des historischen Ortskernes von Forchheim, im südlichen Teil von Oberfranken an der Grenze zu Mittelfranken im Norden von Bayern, am Fuße der Fränkischen Schweiz. Größere Städte in der Nähe sind Erlangen (≈ 11 km südlich), Nürnberg (≈ 26 km südlich) und Bamberg (≈ 27 km nördlich).

### Nachbargemeinden
Folgende Gemeinden grenzen an Kersbach (beginnend im Osten, im Uhrzeigersinn): Pinzberg, Effeltrich, Poxdorf, Baiersdorf und Hausen (bei Forchheim).

## Geschichte

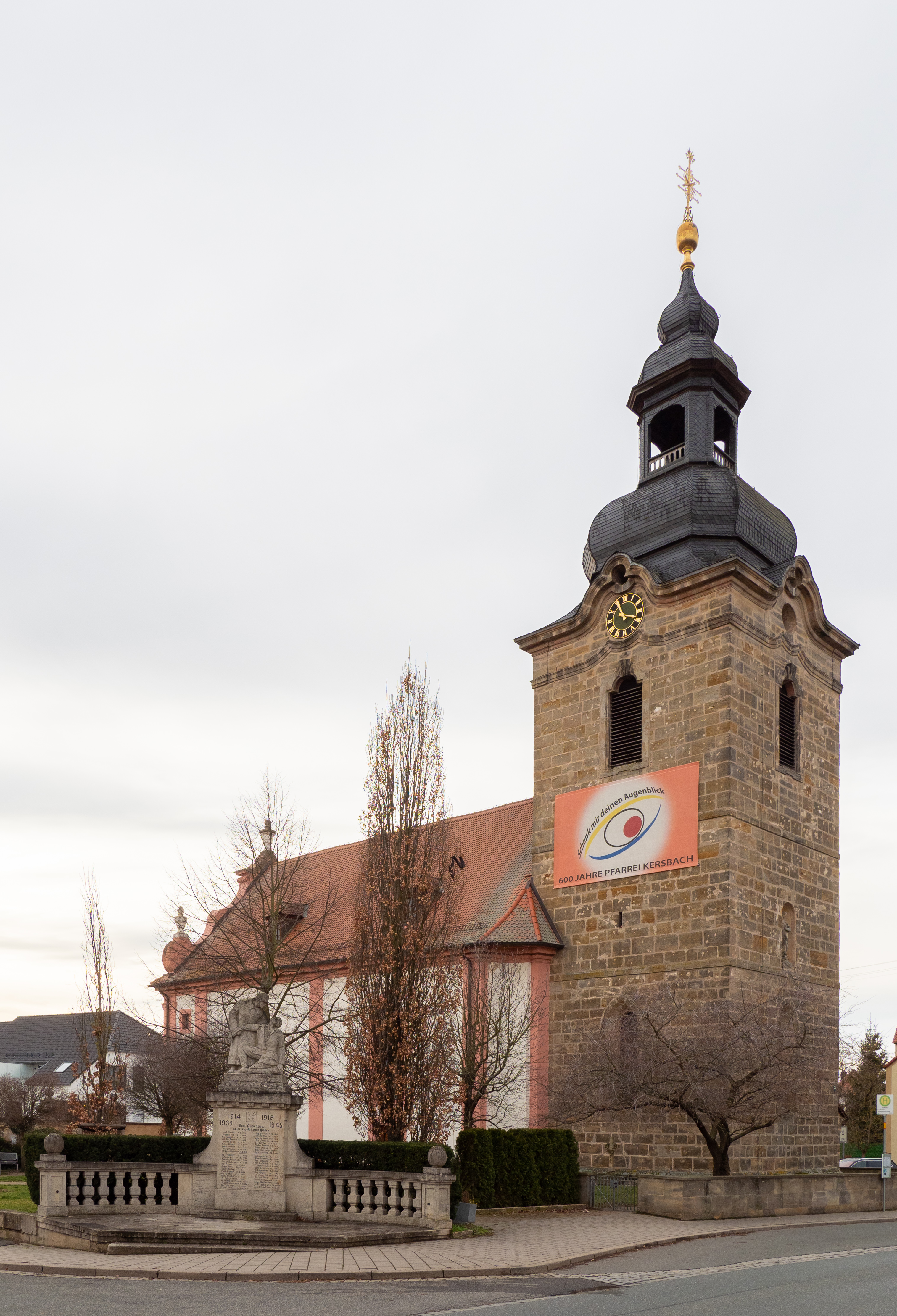
St. Ottilien-Kirche

### Herkunft und Geschichte des Namens
Der Name Kersbach geht auf die altdeutsche Bezeichnung für Kirsche zurück (Kîrsa, mhd. kyrse, kirse, kerse) und bedeutet Am Bach, an dem es Kirschen gibt. Erstmals erwähnt wurde „Kyrsebach“ in einer Urkunde Kaiser Heinrichs II. vom 26. Oktober 1017, gegeben zu Allstedt. Darin bestätigte Heinrich auf Bitten der Bischöfe Heinrich I. von Würzburg und Eberhard I. von Bamberg einen Tauschvertrag zwischen beiden Bistümern, mit dem die „abbaciam Erlangun (Erlangen), Forchheim, Eggolvesheim (Eggolsheim) und Kyrsebach (Kersbach)…, weiterhin die Zehnten der Dörfer die jetzt und einst zu Holevelt (Hollfeld) gehören …“ in den Besitz des Bistums Bamberg gelangten.
Der Name Sigritzau stammt von Sigehardesawe (zur Aue des Sigehard). Die erste urkundliche Erwähnung von „Sigritzau“ war im Jahre 1238.

### Frühe Geschichte
Ursprünglich war die Kirche nur dem Heiligen Johannes der Täufer geweiht. Nachdem die Kirchengemeinde im Jahr 1356 durch eine Schenkung von Kaiser Karl IV. in den Besitz einer Reliquie der Heiligen Ottilie gelangt war, stellte man das Gotteshaus unter das Erst-Patrozinium der Schutzheiligen der Augenkranken und Blinden. In der Folge war Kersbach bis ins 20. Jahrhundert ein Ottilien-Wallfahrtsort.
Die ehemalige Gemeinde Kersbach und ihr Gemeindeteil Sigritzau wurden im Zuge der Gemeindegebietsreform 1978 nach Forchheim eingemeindet. Am 2. März 2007 waren 2062 Einwohner mit Haupt- bzw. einzigem Wohnsitz gemeldet.

### Jüngste Geschichte
Kersbach war am 21. Juli 2007 von einem Hochwasser betroffen, das auch in mehreren Gemeinden in der Umgebung hohe Sachschäden verursachte.

### Bevölkerungsentwicklung
Im Jahr 1840 betrug die Einwohnerzahl 408 und sank in den folgenden Jahrzehnten leicht. Nach einer Phase der Stagnation in den 1870er und 1880er Jahren begann die Bevölkerungszahl allmählich anzusteigen.
Im frühen 20. Jahrhundert setzte ein deutlicher Anstieg der Einwohnerzahl ein, der sich bis zum Jahr 1970 fortsetzte. Besonders während der Nachkriegsjahre nach 1945 erlebte Kersbach einen sprunghaften Anstieg. In den folgenden Jahrzehnten wurden weitere Wohngebiete erschlossen, was zu einem kontinuierlichen Bevölkerungswachstum führte.
| Jahr | Einwohner |
| ---- | --------- |
| 1840 | 408       |
| 1852 | 374       |
| 1855 | 372       |
| 1861 | 383       |
| 1867 | 360       |
| 1871 | 360       |
| 1875 | 367       |
| 1880 | 387       |
| 1885 | 390       |
| 1890 | 397       |
| 1895 | 390       |
| 1900 | 362       |
| 1905 | 360       |

| Jahr | Einwohner |
| ---- | --------- |
| 1910 | 395       |
| 1919 | 432       |
| 1925 | 443       |
| 1933 | 456       |
| 1939 | 454       |
| 1946 | 746       |
| 1950 | 753       |
| 1952 | 722       |
| 1962 | 715       |
| 1970 | 854       |
| 1987 | 1.412     |
| 2011 | 2.101     |
| 2016 | 2.202     |

## Kultur und Sehenswürdigkeiten

### Bauwerke

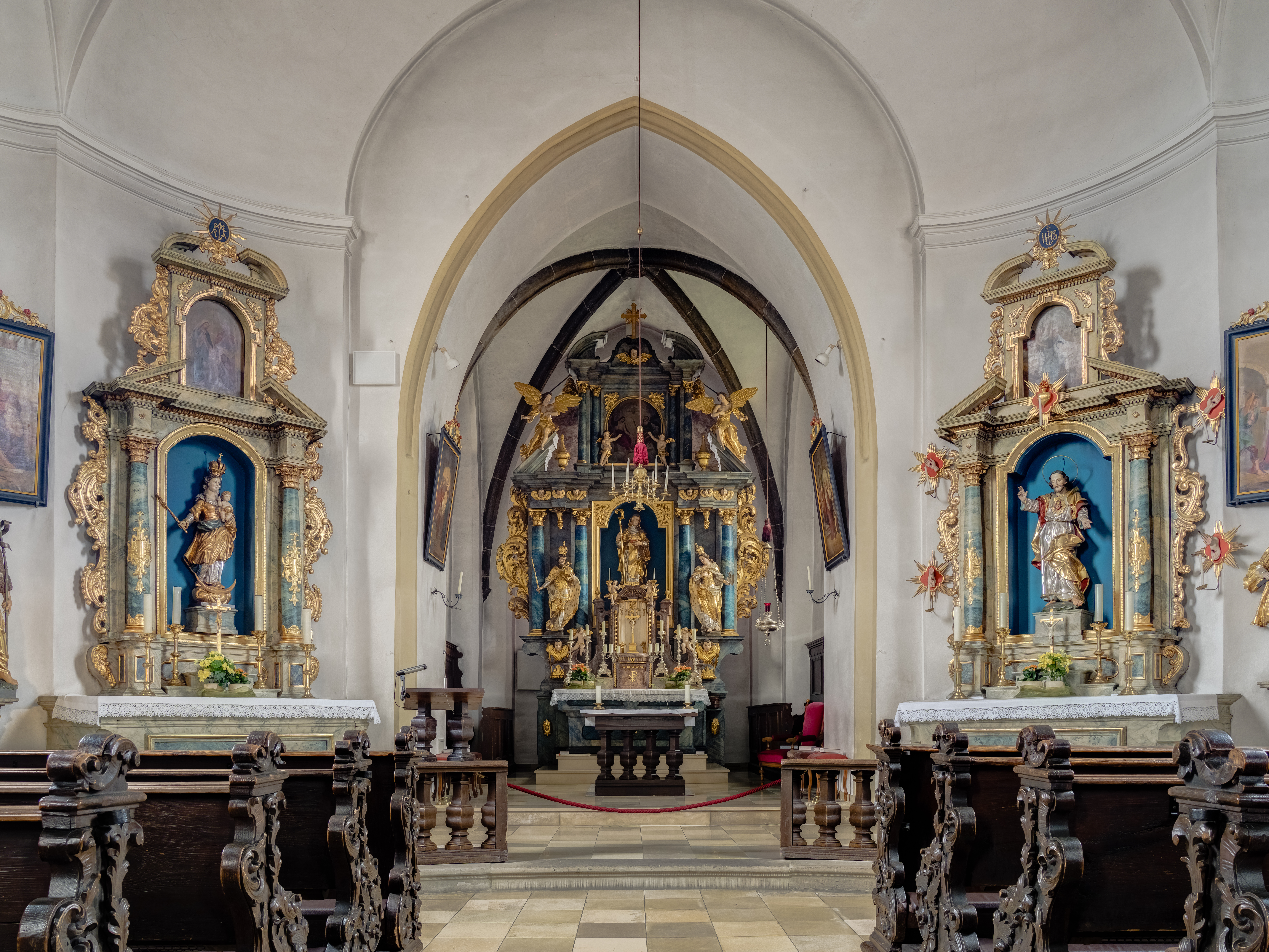
Altarraum der Ottilienkirche

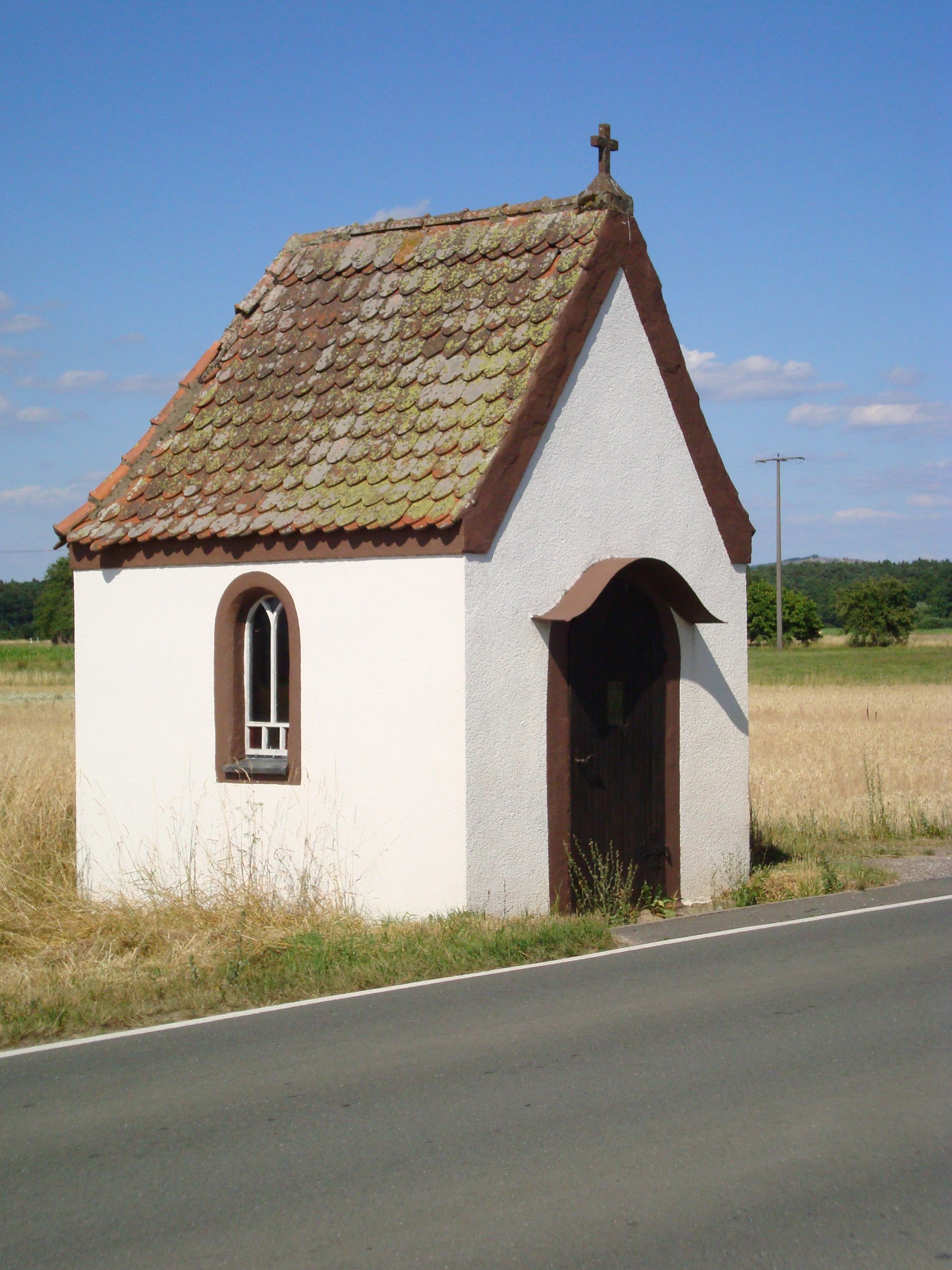
Kapelle am Straßenrand

Das markanteste Gebäude in Kersbach ist die katholische St.-Ottilien-Kirche im Ortskern, an die der Kirchenplatz mit einem Dorfbrunnen grenzt. Ebenfalls im Ortskern befindet sich die Gerichts- und Tanzlinde. Im Westen an der Straße in Richtung Bahn-Haltepunkt befindet sich eine Kapelle. Im Süden des Dorfes wurde das Backhaus vom Fränkischen Dorf- und Kulturverein e. V. mit Hilfe der Direktion für Ländliche Entwicklung Bamberg erbaut.

### Denkmale

Flurdenkmal in Kersbach

Im Ortskern befindet sich an der Hauptstraße ein Kriegerdenkmal mit den Namen der im Ersten und Zweiten Weltkrieg gefallenen Kersbacher Bürger.
Am Ortsende in Richtung Effeltrich wurde 2005 im Rahmen der Flurbereinigung auf der rechten Seite neben dem Backofen ein Flurdenkmal aufgestellt.

### Veranstaltungen
- Januar: Kersbacher Dreikönigslauf
- Wochenende nach Christi Himmelfahrt: Kirchweih

### Vereine
Der DJK/TSV Kersbach bietet Fußball, Akrobatik, Tanzsport, Tischtennis, Mountainbiking sowie diverse Turn- und Gymnastiksportarten an. Die erste Mannschaft der Fußballabteilung spielte von 1996 bis 2002 in der Bezirksliga Nord. Derzeit spielt sie in der Kreisliga des BFV. Der Verein richtet seit 1986 jährlich den Dreikönigslauf aus.

## Wirtschaft und Infrastruktur

### Verkehr

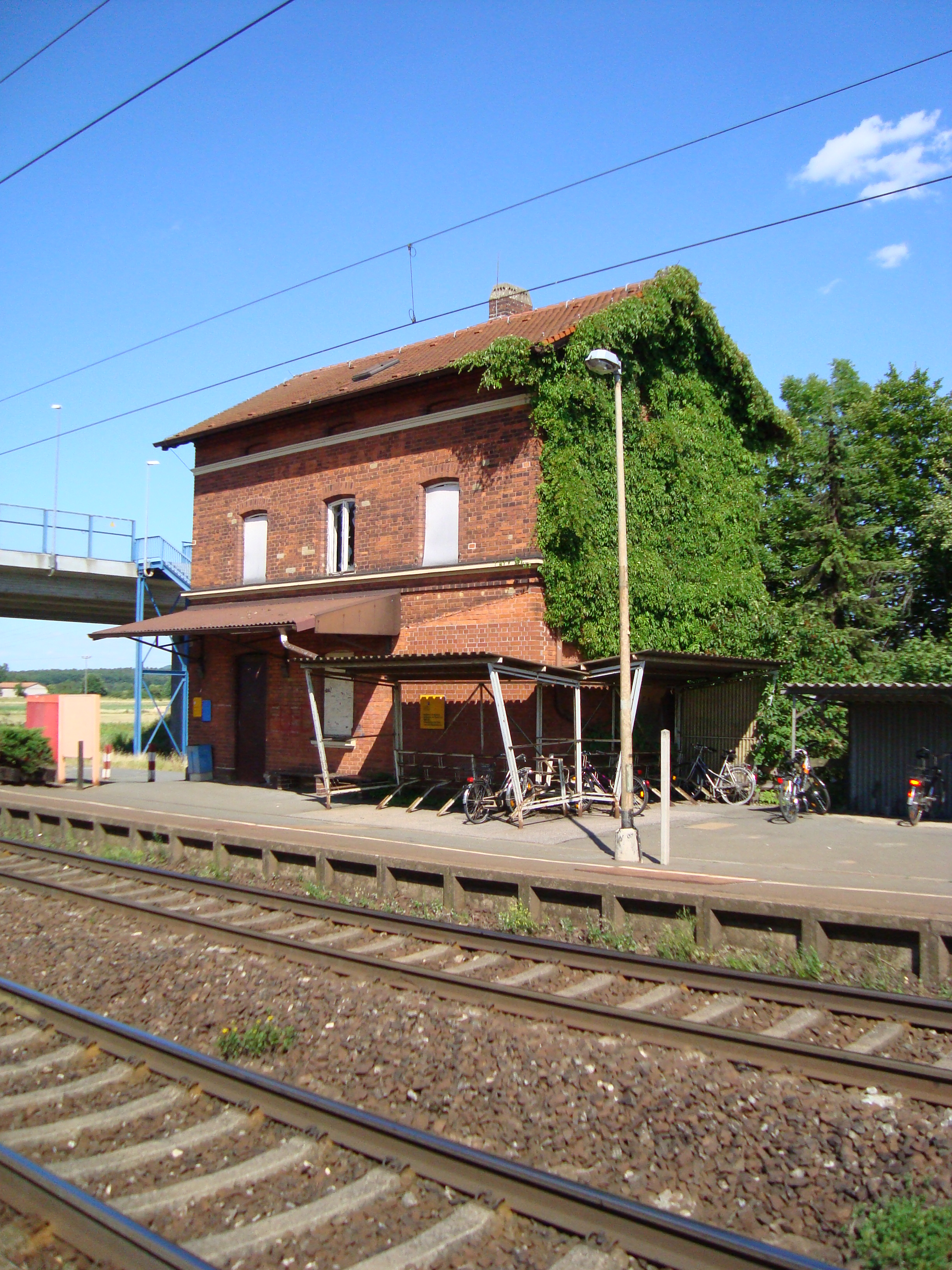
Haltepunkt Kersbach

Über die A 73 hat Kersbach Anschluss an das Autobahnnetz. Seit 2010 hat Kersbach an der Bahnstrecke Nürnberg–Bamberg im Westen einen Haltepunkt der S-Bahn Nürnberg (Linie S1), knapp einen Kilometer entfernt. Der schienengleiche Bahnübergang wurde 2004 durch eine Brücke ersetzt.
Der Ort ist an die Buslinie Neunkirchen am Brand–Forchheim (VGN 224) und der Bahnhaltepunkt an die Buslinie Oesdorf-Heroldsbach-Forchheim (VGN 216) angeschlossen. Eine neue Busverbindung (VGN 260) von Kersbach nach Forchheim mit den Haltestellen Waldstraße, Wilhelmshöhe und Irrlrinnig wurde eingerichtet. Kersbach ist in etwa 30 Minuten vom internationalen Flughafen Nürnberg aus zu erreichen.
Durch Kersbach verläuft der Fränkische Marienweg.

### Ansässige Unternehmen
In Kersbach haben Baumschulen eine lange Tradition. Heute gibt es jedoch nur noch eine Baumschule und zwei aus Baumschulen hervorgegangene Garten- und Landschaftsbauunternehmen. Ein Getränkevertrieb hat seinen Hauptsitz in das Gewerbegebiet Sandäcker verlagert. Eine elektrotechnische Fabrik ist nach einer Teilumsiedlung dort ebenfalls vertreten. Die gute Verkehrsanbindung führte zur Ansiedlung von Gewerbebetrieben mit hohem Flächenverbrauch pro Arbeitsplatz: Obi zog in die Straße Am halben Weg um, drei Logistikdienstleister kamen dazu.
Seit September 2020 haben sich unmittelbar am S-Bahn-Halt zwei Supermärkte angesiedelt. Dies stellt eine bedeutsame Entwicklung dar, insbesondere in Anbetracht der Schließung einer Drogerie-Filiale im Dorfkern im März 2012. Durch die Errichtung dieser neuen Supermärkte stehen sowohl den Einwohnern als auch den Personen des Durchgangsverkehrs erneut Einkaufsmöglichkeiten zur Verfügung. 

### Öffentliche Einrichtungen
Es gibt in Kersbach einen dreigruppigen Kindergarten und eine daran angegliederte Kinderkrippe mit 24 Betreuungsplätzen für Kinder unter 3 Jahren.
Die Grundschule mit vier Klassenstufen hat mit nach dem Schuljahr 2022/2023 die Eigenständigkeit erlangt, nachdem sie zuvor der Martinsschule in Forchheim angegliedert war. Von September 1969 bis einschließlich des Schuljahrs 2008/2009 war sie Teil der Grund- und Teilhauptschule II Poxdorf. Nach der Grundschule haben die Schüler aus Kersbach die Möglichkeit, an eine weiterführende Schule in Forchheim zu wechseln.

### Freizeit- und Sportanlagen
In Kersbach gibt es neben der Schulturnhalle eine Mehrzweckhalle, die Außenanlagen des DJK-TSV Kersbach und drei Kinderspielplätze.

## Söhne und Töchter von Kersbach
- David Lugert (* 1981), deutscher Sänger bei der Band Viva Voce[14]